# Alexandre Thorin
Pour les articles homonymes, voir Thorin (homonymie).
Alexandre Thorin, né le 13 novembre 1805 à Villars-sous-Mont (originaire du même lieu) et mort le 13 février 1873 à Berne, est une personnalité politique du canton de Fribourg, en Suisse, membre du Parti radical-démocratique.
Il est membre du Conseil d'État de juin 1848 à 1852, à la tête de la Direction de l'intérieur.

## Source
Georges Andrey, John Clerc, Jean-Pierre Dorand et Nicolas Gex, Le Conseil d’État fribourgeois : 1848-2011 : son histoire, son organisation, ses membres, Fribourg, Éditions La Sarine, 2012, 143 p. (ISBN 978-2-88355-153-4, lire en ligne), p. 33-34